# Flavio Romero de Velasco
Flavio Romero de Velasco (Ameca, Jalisco, 22 de diciembre de 1925-Guadalajara, 2 de julio de 2016) fue un político y abogado mexicano, miembro del Partido Revolucionario Institucional, que se desempeñó en tres ocasiones como diputado federal y fue gobernador de Jalisco de 1977 a 1983.

## Biografía
Flavio Romero de Velasco era abogado egresado de la Universidad Nacional Autónoma de México, donde también realizó estudios de Filosofía y Letras. Entre sus primeros nombramientos políticos estuvo el de Secretario General del PRI en el Distrito Federal. En 1955 fue elegido por primera vez diputado federal por el VIII Distrito Electoral Federal de Jalisco a la XLIII Legislatura, siendo elegido durante este periodo Presidente de la Cámara de Diputados y correspondiéndole responder al III Informe de Gobierno del presidente Adolfo Ruiz Cortines.
Posteriormente participó en la campaña presidencial de Adolfo López Mateos y ocupó el cargo de director de Acción Social Educativa en la Secretaría de Educación Pública, en 1961 fue elegido por segunda ocasión diputado federal en representación del III Distrito Electoral Federal de Jalisco a la XLV Legislatura hasta 1964, posteriormente fue administrador de la aduana de Ciudad Juárez, Chihuahua y delegado del PRI en San Luis Potosí y Nuevo León. Por tercera ocasión resultó elegido diputado federal por el IX Distrito Electoral Federal de Jalisco a la XLIX Legislatura de 1973 a 1976, al terminar este cargo fue postulado candidato del PRI a gobernador de Jalisco y elegido, asumió la gubernatura el 1 de marzo de 1977. Durante su gubernatura combatió la influencia que en la Universidad de Guadalajara mantenía el Frente Estudiantil Revolucionario y el cacicazgo de José Guadalupe Zuno Arce, e impulsó importantes avances en el terreno de la investigación científica forense, a través de la creación de la "Dirección General de Servicios Periciales" a cargo del Ingeniero Eleazar Navarro Navarro, considerado Padre de la Criminalística Científica en el Estado de Jalisco
Tras el término de su gubernatura se alejó de toda actividad política, volviendo a primer plano del interés nacional el 23 de enero de 1998 al ser aprehendido e internado en el Penal de Alta Seguridad de La Palma acusado de complicidad con el narcotráfico. Fue liberado el 14 de julio de 2001 al ser absuelto por falta de pruebas, aunque él acusó de su encarcelamiento a una presunta venganza del presidente Ernesto Zedillo.